# 1946 في فنلندا
فيما يلي قوائم الأحداث التي وقعت خلال عام 1946 في فنلندا.

## سياسة

### تعيين في المنصب
- 11 مارس – يوهو كوستي بآسيكيفي رئيس فنلندا.
- 12 يوليو – هلا فووليوكي عضو برلمان فنلندا  [لغات أخرى]‏.

### انتهاء فترة المنصب
- 4 مارس – كارل غوستاف إميل مانرهايم رئيس فنلندا.
- 9 مارس – يوهو كوستي بآسيكيفي رئيس وزراء فنلندا.

## مواليد

### يوليو
- 1 يوليو – إركي تووميويا سياسي فنلندي.

## وفيات

### يناير
- 14 يناير – أنتي هاكزل (مواليد 1881) سياسي فنلندي.
- 23 يناير – هيليني شييرفبك (مواليد 1862) رسامة فنلندية.

### يونيو
- 4 يونيو – إرنست ليونارد ليندلوف (مواليد 1870)

### سبتمبر
- 6 سبتمبر – لوسينا هاغمان (مواليد 1853) سياسية فنلندية.